# يارنو جانسين
يارنو جانسين (بالهولندية: Jarno Janssen) هو لاعب كرة قدم هولندي في مركز الدفاع، ولد في 19 سبتمبر 2000 في آيندهوفن في هولندا. لعب مع إف سي آيندهوفن.
لعب في الدوري الهولندي الدرجة الأولى مع فريق إف سي آيندهوفن في 24 أغسطس 2018 في مباراة ضد فريق غو أهد إيغلز، بديلاً للاعب شارني إيكانغاميني في الدقيقة 79.

## وصلات خارجية
- يارنو جانسين على موقع قاعدة بيانات كرة القدم.إي يو (الإنجليزية)
- يارنو جانسين على موقع Soccerway.com (الإنجليزية)